# Babylonische Oorlog
De Babylonische Oorlog (311-309 v.Chr.) was het gewapend conflict tussen de diadochen Antigonos Monophthalmos en Seleucus I Nikator, eindigend in de overwinning van laatstgenoemde. Na deze oorlog kon van herstel van het rijk van Alexander de Grote geen sprake meer zijn. In de volgende 3e eeuw v.Chr. hielden de nieuwe staten elkaar in evenwicht.

## Inleiding

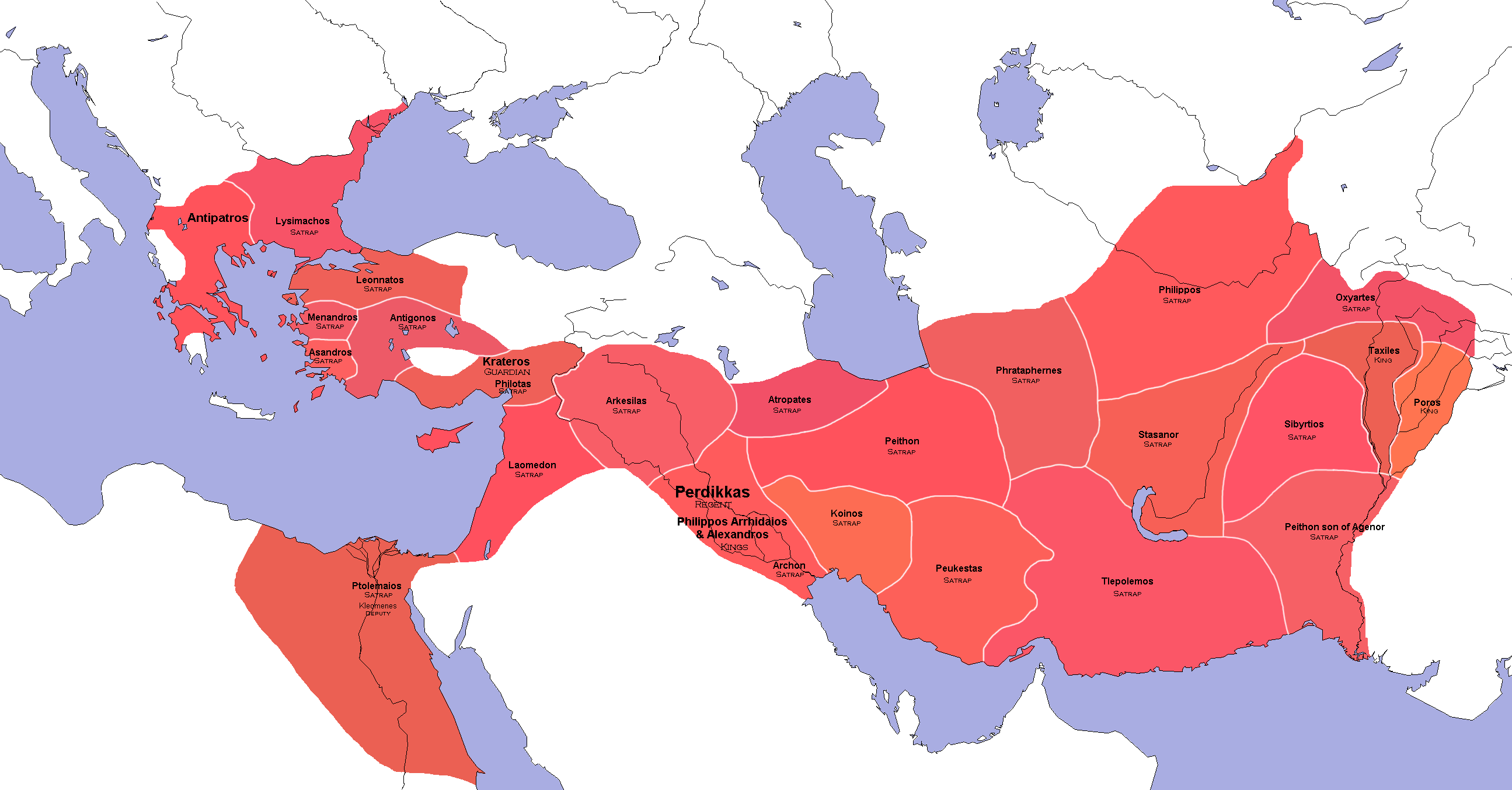
De Rijksdeling van Babylon (322 v.Chr.); de Macedonische koningen, satrapen en regenten met hun ambtsgebieden.

Na de dood van Alexander de Grote op 11 juni 323 v.Chr. viel zijn rijk uiteen. Bij de Rijksdeling van Babylon in 322 v.Chr. werd een nieuwe staatsorde ingesteld, waarbij de machtsverdeling van de diadochen werd vastgelegd, maar dit leidde al gauw tot onenigheid. De officieren die nog streden voor de eenheidsstaat werden in de Eerste Diadochenoorlog uitgeschakeld en tijdens de Tweede Diadochenoorlog groeide de macht van Antigonos Monophthalmos, die vanuit Syrië en Anatolië een eigen staat opbouwde. Zijn voornaamste rivalen waren Ptolemaeus in Egypte en Kassander in Macedonië, die in de Derde Diadochenoorlog probeerden Antigonos tot staan te brengen. In december 311 erkenden de drie machthebbers elkaars posities bij de zogenaamde Diadochenvrede. De enige die van deze overeenkomst was uitgesloten, was Seleucus. Deze diadoch was in 316 door Antigonos afgezet als satraap van Babylonië, maar Ptolemaeus had hem tijdens de Derde Diadochenoorlog van een leger voorzien om terug te keren naar Babylon.

## Verloop van de oorlog

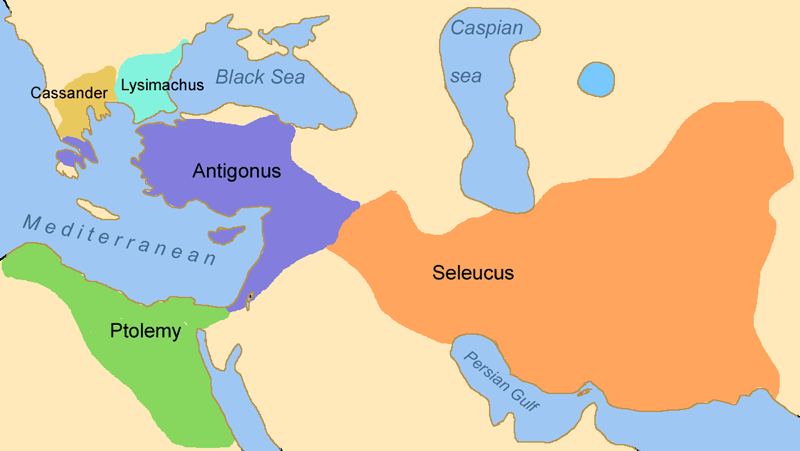
De verdeling van het rijk van Alexander de Grote onder de diadochen in 311 v.Chr.: Antigonos beheerste de Levant, Klein-Azië en de Griekse poleis, Seleucus heerste over Mesopotamië, Perzië, Parthië en Baktrië.

Seleucus, inmiddels versterkt met Macedonische veteranen uit Harran, bereikte in de tweede helft van mei 311 zijn voormalige hoofdstad, waar hij al gauw werd erkend als nieuwe heerser. Alleen de burcht bleef in handen van een garnizoen dat loyaal was aan Antigonos. Seleucus legde een dam in de Eufraat en liet zo een stuwmeer ontstaan. In augustus liet hij het water plotseling weer naar Babylon stromen, waar het met vernietigende kracht de burcht trof.
Antigonos' satrapen van Medië en Arië, Nikanor en Euagoras, besloten in te grijpen met een leger van tienduizend man voetvolk en zevenduizend man cavalerie, maar werden vanaf september 311 door Seleucus met drieduizend infanteristen en vierhonderd ruiters bij de Tigris opgewacht. Seleucus wist, door zijn mannen plotseling 's nachts vanuit een moeras te laten aanvallen, de overwinning te behalen op het Macedonische deel van het leger van Nikanor en Euagoras, waarna de inheemse manschappen uit dit leger overliepen naar Seleucus (november 311). Zonder weerstand te ondervinden, kon Seleucus nu door het Zagrosgebergte oprukken naar Ekbatana (de hoofdstad van Medië) en doorstoten naar Susa (hoofdstad van Elam), zodat hij nu in feite alle gebieden onmiddellijk ten oosten van Babylonië beheerste.
Het nieuws van de nederlaag van Nikanor en Euagoras moet Antigonos hebben bereikt op het moment dat hij, in december 311, de vrede met Ptolemaeus en Kassander tekende. Hij stuurde zijn zoon Demetrius begin 310 v.Chr. naar Babylon; op dat moment was Seleucus nog in het oosten. Hoewel Demetrios enige successen boekte, was hij niet opgewassen tegen de guerrilla die door Seleucus georganiseerd was. Demetrios keerde uiteindelijk onverrichter zake terug. Zijn vader Antigonos probeerde het in het najaar van 310 nog eens en bezette Babylon, maar werd in maart 309 gedwongen de stad te verlaten. Tijdens zijn terugkeer stuitte hij op het leger van Seleucus, die zijn soldaten opdracht gaf die nacht alvast te ontbijten en zijn tegenstander aanviel tijdens diens ochtendmaal.

## Betekenis

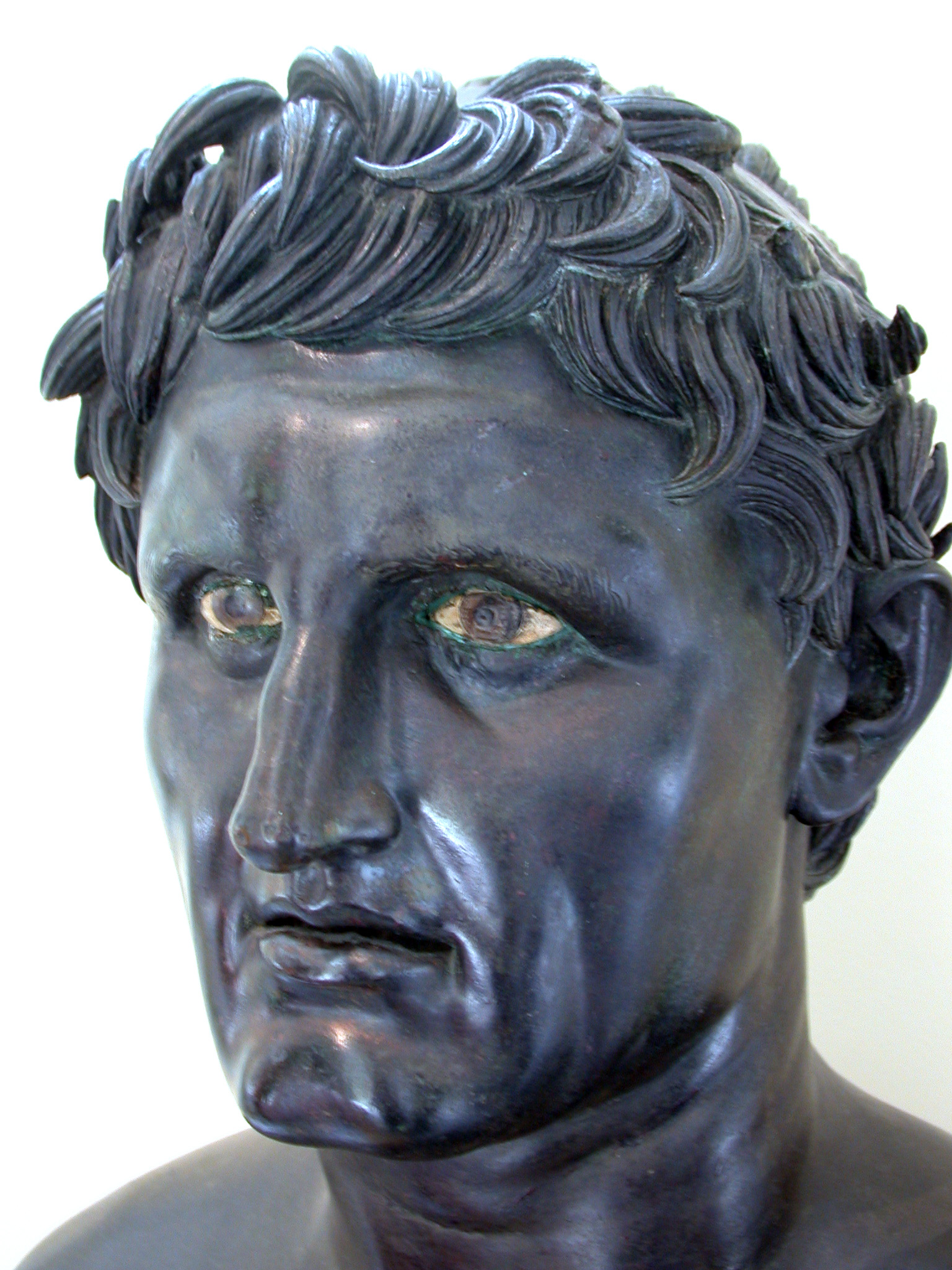
Seleucus, "de Overwinnaar". Romeinse kopie van Grieks origineel, in Herculaneum gevonden.

Antigonos trok zich terug en aanvaardde Seleucus' heerschappij in Babylonië, Medië en Elam. Deze trok hierop naar het oosten en bereikte zelfs de Indus, waar hij een akkoord sloot met de Indische heerser Chandragupta Maurya. De radja verwierf de Punjab en Seleucus ontving vijfhonderd krijgsolifanten. Door de verovering van Iran en Afghanistan werd Seleucus de machtigste onder de opvolgers van Alexander de Grote.
Van herstel van diens rijk kon geen sprake meer zijn. De volgende eeuw zou worden gekenmerkt door een systeem van elkaar in evenwicht houdende staten. Deze uitkomst werd bevestigd in de Vierde Diadochenoorlog, die eindigde in de Slag bij Ipsos (301).